# 江平車站
34°52′29.78″N 132°42′8.3″E / 34.8749389°N 132.702306°E
江平車站（日语：／ Gōbira eki */?）曾是屬於西日本旅客鐵道（JR西日本）三江線的鐵路車站，位於島根縣邑智郡邑南町。三江線活化協議會將此站暱稱命名為「五龍王」，取自島根縣西部與廣島縣西北部流傳的傳統神樂——石見神樂。

## 歷史
- 1963年（昭和38年）6月30日 - 日本國有鐵道三江南線延伸至口羽車站，此站開始營業。
- 1975年（昭和50年）8月31日 - 三江線全線通車，成為三江線的車站。
- 1987年（昭和62年）4月1日 - 隨著國鐵分割民營化，成為西日本旅客鐵道所管轄的車站。
- 2018年4月1日 - 因三江線全線停駛廢線，隨之停止營運而廢站。

## 車站構造
此站為地面車站，往三次車站方向的右側設有一股軌道與側式月台一座，月台上的候車椅設有遮雨棚。車站未裝設自動售票機等設備。

## 使用狀況
根據島根縣的統計資料與《三江線沿線地域公共交通網形成計劃》所記載之每日平均乘客人數如下：
| 乘車人數推移 | 乘車人數推移 |
| 年度         | 1日平均人數  |
| ------------ | ------------ |
| 1984         | 25           |
| 1994         | 11           |
| 1999         | 2            |
| 2000         | 2            |
| 2001         | 1            |
| 2002         | 1            |
| 2003         | 1            |
| 2004         | 1            |
| 2005         | 1            |
| 2006         | 2            |
| 2007         | 1            |
| 2008         | 3            |
| 2009         | 2            |
| 2010         | 3            |
| 2011         | 1            |
| 2012         | 1            |
| 2013         | 0            |
| 2014         | 0            |
| 2015         | 1            |

## 相鄰車站
西日本旅客鐵道（JR西日本）
 三江線
口羽－江平－作木口

## 外部連結
- （日語）JR西日本（江平駅） （页面存档备份，存于）
- （日語）ぶらり三江線WEB：江平 - 三江線改良利用促進期成同盟会・三江線活性化協議会。